# بيتينا ماي
بيتينا ماي هي عارضة كندية، ولدت في 28 فبراير 1979.